# اویون پیراتا
اویون پیراتا (به انگلیسی: Avion Pirata) یک هواگرد ساختِ کارخانهٔ لاکهید کورپوریشن در کشور ایالات متحده آمریکا است.